# میکایلا مور
میکایلا مور (انگلیسی: Meikayla Moore؛ زادهٔ ۴ ژوئن ۱۹۹۶) بازیکن فوتبال اهل نیوزیلند است.
از باشگاه‌هایی که در آن بازی کرده‌است می‌توان به باشگاه فوتبال زنان لیورپول اشاره کرد.
وی همچنین در تیم‌های ملی فوتبال New Zealand women's national under-17 football team, New Zealand women's national under-20 football team، و زنان نیوزیلند بازی کرده‌است.